# Glacera de Lambert
La glacera de Lambert és una glacera important a l'Antàrtida Oriental. Amb uns 80 km d'amplada, més de 400 km de llargada i uns 2.500 m de profunditat, és la glacera més gran del món. Drena el 8% de l'inlandsis antàrtica a l'est i al sud de les muntanyes del Príncep Carles i flueix cap al nord fins a la plataforma de gel d'Amery. Flueix en una part del graben de Lambert i surt del continent a la badia de Prydz.
Aquesta glacera va ser delimitada i anomenada el 1952 pel geògraf estatunidenc John H. Roscoe, qui va fer un estudi detallat d'aquesta zona a partir de fotografies aèries preses per l'Operació Highjump durant els anys 1946-47. Va donar el nom de "Glacera de Baker Three", utilitzant el nom en clau de l'avió fotogràfic i la tripulació de la Marina que van fer tres vols en aquesta zona costanera el març de 1947, donant lloc a descobriments geogràfics. La glacera va ser descrita a la "Gazetteer No. 14", Geographic Names of Antarctic (U.S. Board on Geographic Names, 1956), però aquesta no va aparèixer immediatament als mapes publicats. Com a resultat, es va decidir pel nom de Glacera de Lambert, tal com va ser aplicat pel Comitè de Noms Antàrtics d'Austràlia (ANCA) el 1957 després de cartografiar la zona, per part de les Expedicions Nacionals de Recerca Antàrtica Australianes (ANARE) el 1956. Va rebre aquest nomenament per Bruce P. Lambert, Director de Cartografia Nacional del Departament de Desenvolupament Nacional Australià.

## Afluents

### Glacera de Fisher
Un prominent afluent occidental de la glacera de Lambert, d'unes 100 milles nàutiques (190 km; 120 mi) de llargada, que flueix cap a l'est passant pels vessants nord del mont Menzies i el mont Rubin i s'uneix al corrent principal de la glacera de Lambert just a l'est del mont Stinear. Va ser albirat des d'un avió ANARE per K.B. Mather el 1957, i anomenat per ANCA en honor a N.H. Fisher, geòleg en cap de l'Oficina de Recursos Minerals del Departament de Desenvolupament Nacional d'Austràlia.

### Glacera de Geysen
Un gran afluent de la glacera Fisher, que flueix cap al nord-est entre el mont Bayliss i el mont Ruker. Va ser traçat a partir de fotos aèries preses per l'ANARE el 1956 i el 1957, i va ser anomenat per ANCA en honor a Hendrik Geysen, oficial a càrrec de l'estació Mawson, el 1960.

### Glacera de Mellor
Un afluent tipus glacera que flueix cap al nord-nord-est entre el mont Newton i el mont Maguire i que es fusiona amb la glacera de Collins, just abans de la seva unió amb la glacera de Lambert a Patrick Point. Va ser cartografiada a partir de fotos aèries preses per ANARE el 1956, i va ser anomenada per l'ANCA en honor al glaciòleg anglès Malcolm Mellor (1933–91), que va treballar a l'estació Mawson el 1957, i com a enginyer al Laboratori de Recerca i Enginyeria de Regions Fredes de l'exèrcit dels Estats Units del 1961 al 1991.

### Glacera de Collins
73° 41′ S, 65° 55′ E / 73.683°S,65.917°E. Una glacera d'uns 20 km d'amplada a la seva confluència amb la glacera Mellor, que alimenta des del sud-oest, situada al nord del mont Newton. Va ser cartografiada per l'ANARE a partir de fotos aèries preses el 1956 i el 1960, i anomenada per l'ANCA en honor a Neville Joseph Collins, mecànic dièsel sènior a l'estació Mawson, el 1960.

### Glacera d'Arriens
73° 27′ 48″ S, 68° 24′ 1″ E / 73.46333°S,68.40028°E. Una petita glacera, al sud de Casey Point, que flueix cap a l'oest fins a arribar a la glacera de Lambert. Va ser representada a partir de fotografies aèries de l'ANARE preses el 1956, 1960 i 1973, i anomenada per l'ANCA en honor a P. Arriens, geocronòleg de l'equip d'estudi de les Muntanyes del Príncep Carles, de l'ANARE, el 1973.

## Altres elements geogràfics

### Nunataks de Seavers
73° 10′ S, 61° 58′ E / 73.167°S,61.967°E.
Dos nunataks a 16 milles nàutiques (30 km) a l'oest del mont Scherger, prop del cap de la glacera de Fisher. Cartografiat a partir de fotos i estudis aeris d'ANARE, 1958 i 1960–61. Anomenats per l'ANCA en honor a J.A. Seavers, ajudant de cuina a l'estació Mawson, membre de l'equip de camp d'ANARE en aquesta zona el 1961.

### Mont Seddon
73° 6′ S, 65° 0′ E / 73.100°S,65.000°E. Muntanya amb dos cims separats per un coll ple de gel, situada 20 milles nàutiques (37 km) a l’oest del mont Stinear, al costat nord de la glacera Fisher. Fou descoberta el 1957 per aeronaus de l’ANARE. L’ANCA la va anomenar en honor de Norman R. Seddon, director gerent de B.P. Australia Ltd. des del 1957, en reconeixement de l’ajut prestat a l’ANARE per l’empresa.

### Patrick Point
73° 28′ S, 66° 51′ E / 73.467°S,66.850°E. Punt septentrional del massís Cumpston, a la confluència de les glaceres de Mellor i Lambert. Cartografiat a partir de fotografies aèries preses per l’ANARE el 1956. L’ANCA el va anomenar en honor de Patrick Albion, operador de ràdio a l’estació Mawson, el 1956.

### Mont Newton
74° 1′ S, 65° 30′ E / 74.017°S,65.500°E. Gran muntanya arrodonida amb una superfície coberta de blocs i un cim cònica prop del centre, situada entre el flux de les glaceres de Collins i Mellor. Cartografiada per l’ANARE a partir de fotografies aèries preses el 1956. L’ANCA la va anomenar en honor del Dr. Geoff Newton, metge a l’estació Mawson, el 1960.

### Nunatak de Robertson
71° 54′ S, 69° 37′ E / 71.900°S,69.617°E. Petit nunatak situat 20 milles nàutiques (37 km) al nord-est del massís Clemence, al costat est de la glacera Lambert. Va ser fotografiat per l’ANARE el 1950, i va ser albirat i cartografiat durant les campanyes topogràfiques de les muntanyes príncep Carles de l’ANARE els anys 1969 i 1971. L’ANCA el va anomenar en honor de M.J.M. Robertson, geofísic a l’estació Mawson el 1970, que va participar en la campanya de les muntanyes príncep Carles de l’ANARE el 1971.

## Teledetecció

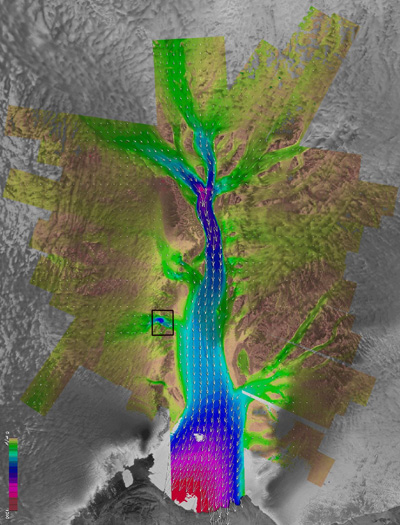
Aquesta imatge de la NASA, que mostra les velocitats de la glacera de Lambert, inclou un requadre que indica la ubicació de la zona representada en l’altra fotografia.

La glacera és important en l'estudi del canvi climàtic perquè canvis molt petits en el clima poden tenir conseqüències significatives per al flux de gel avall de la glacera. La majoria dels estudis de la glacera Lambert es fan amb teledetecció a causa de les dures condicions de la zona.
La foto reproduïda aquí (a la dreta) mostra una petita glacera tributària del flanc dret que flueix des de l'altiplà antàrtic oriental cobert de gel, flanquejada per gel de moviment més lent que flueix per un escarpament costerut. La cascada de gel que il·lustra de manera tan impressionant les característiques del flux del gel glacial només té uns 6 km d'amplada, i la glacera Lambert pròpiament dita es troba a la cantonada inferior dreta de la foto. El gel aquí flueix a uns 500 m per any, però es coneixen velocitats de més de 1.200 m per any a la vora de la plataforma de gel d'Amery, que s'alimenta d'aquest gegantí corrent de gel.
A la fotografia inferior, el nord es troba a la part inferior, i les velocitats del gel són aproximadament les següents:
Zones marrons — fins a 50 m per any.
Zones verdes — fins a 250 m per any.
Zones blaves — fins a 500 m per any.
Zones porpres — al voltant de 1.000 m per any.
Zona vermella — fins a 1.200 m per any.